# Borgo Veneto
Borgo Veneto è un comune italiano di 7 011 abitanti della provincia di Padova in Veneto, istituito il 17 febbraio 2018 e nato dalla fusione dei comuni di Megliadino San Fidenzio, Saletto e Santa Margherita d'Adige.
Secondo quanto stabilito dallo statuto comunale, il centro amministrativo di Borgo Veneto è posto in località Saletto, presso la sede municipale dell'ex comune omonimo.

## Geografia fisica
Il comune di Borgo Veneto dista circa 45 km da Padova, 35 da Rovigo, 50 da Vicenza e 60 da Verona, ed è situato in un territorio pianeggiante di origine alluvionale.

## Storia
Nel 2001 fu costituita l'Unione Megliadina, unione dei comuni di Megliadino San Fidenzio, Megliadino San Vitale, Saletto e Santa Margherita d'Adige.
Nel 2017 le quattro amministrazioni comunali, attraverso vari incontri con la cittadinanza, hanno sondato la possibilità di procedere al passo ulteriore della fusione. Tramite un questionario rivolto a tutta la cittadinanza, in ciascun comune la maggioranza assoluta dei nuclei familiari si è espressa favorevolmente alla fusione. Nei questionari era data anche la possibilità di scegliere il nome del futuro comune fra Atesia, Borgo Veneto, Fiumana o Quattroville; il nome preferito è risultato Quattroville (37% delle preferenze), seguito da Borgo Veneto (30,7%).
Visto l'esito favorevole del sondaggio, i quattro comuni hanno chiesto alla Giunta regionale del Veneto di
rendersi promotrice di un disegno di legge di costituzione del nuovo comune denominato Quattroville.
La Giunta Regionale, con deliberazione n. 1649 del 17 ottobre 2017, ha indetto il referendum consultivo sul progetto di legge, che si è tenuto il 17 dicembre 2017. Nel referendum, tre comuni si sono espressi a favore della fusione, mentre a Megliadino San Vitale i voti contrari (519) sono stati superiori ai voti favorevoli (318).
Valutati i risultati del referendum, il Consiglio regionale del Veneto ha dato il via libera al progetto
di legge prevedendo la fusione dei soli comuni di Megliadino San Fidenzio, Saletto e Santa Margherita D'Adige, col nuovo nome di Borgo Veneto proposto dalle amministrazioni comunali.

### Simboli
In attesa di ottenere uno stemma ufficiale, il Comune di Borgo Veneto utilizza uno stemma così descritto nello statuto comunale: «uno scudo con all'interno i tre stemmi degli ex Comuni così ripartiti: al centro in alto Saletto, a sinistra in basso Megliadino San Fidenzio, a destra in basso Santa Margherita d'Adige. Sopra lo scudo, racchiuso da un ramo di quercia e da un ramo d'ulivo, una corona muraria simbolo dell'unificazione dei tre Comuni.»
Nelle cerimonie, fino alla concessione di un gonfalone ufficiale, il Comune di Borgo Veneto potrà utilizzare i vecchi gonfaloni dei Comuni.

## Società

### Evoluzione demografica
Abitanti censiti

### Istituzioni, enti e associazioni
Associazione Musici e Sbandieratori
Ogni località del comune presenta un proprio gruppo di sbandieratori, indipendente dal comitato del Palio di Montagnana, pur continuando a partecipare agli eventi ad esso collegato.

## Geografia antropica
Borgo Veneto è suddiviso nelle frazioni (definite "località" dallo statuto comunale) di:
- Dossi
- Megliadino San Fidenzio
- Prà di Botte
- Saletto
- Santa Margherita d'Adige
- Taglie

Altre località e contrade minori di Borgo Veneto sono: Ponte Franco, Umberto I, Cabriani, Roaro, Arzarello.
Megliadino San Fidenzio, Saletto e Santa Margherita d'Adige costituiscono dei municipi sul territorio dei rispettivi ex comuni disciolti.

## Infrastrutture e trasporti

### Strade
Il comune è raggiungibile attraverso l'autostrada A31 Valdastico, uscendo al casello posto in località Santa Margherita d'Adige.

### Ferrovie
Borgo Veneto, in località Saletto, ha una propria stazione ferroviaria posta sulla linea Mantova-Monselice; essa è servita da corse regionali svolte da Trenitalia e Sistemi Territoriali nell'ambito del contratto di servizio stipulato con la Regione Veneto.

### Mobilità urbana
Borgo Veneto è servito da numerose linee BUSITALIA - SITA nord.

## Economia

### Agricoltura e zootecnia
Quello agricolo è tuttora un comparto di primaria importanza per l'economia locale; oltre alle tipiche colture cerealicole, molto presente è quella del tabacco, che caratterizza in particolare la porzione più settentrionale del territorio a ridosso del fiume Frassine, in località Prà di Botte.

Un discreto numero di fattorie e di allevamenti avicoli completano il quadro, generando tra l'altro un indotto che si trasferisce anche nel commercio al dettaglio di prodotti alimentari.

### Industria e artigianato
Borgo Veneto può contare nel suo complesso su numerosi insediamenti produttivi di piccole dimensioni operanti in svariati settori, in particolare nella produzione del mobile in stile.

### Commercio e servizi
Nel territorio comunale ha sede la Costantin spa, azienda di distribuzione carburanti presente prevalentemente nel Triveneto e i centri commerciale Megliadino e Donatello.
Nel più antico e restaurato edificio della municipalità, risalente al 1400 e ubicato in Piazza della Vittoria, è stata allestita una fornita biblioteca, completa di aula studio.

## Amministrazione
| Sindaco | Sindaco           | Partito       | Periodo        | Elezione |
| ------- | ----------------- | ------------- | -------------- | -------- |
|         | Michele Sigolotto | Centro-destra | 2018-in carica | 2018     |
| 2023    | Michele Sigolotto | Centro-destra | 2018-in carica |          |

Fonte: Ministero dell'interno

## Sport

### Società sportive
- AQS Borgo Veneto. Società calcistica fondata nel 2015, nata dalla fusione delle società calcistiche Atheste Padovana e Quadrifoglio 2005, con la prima squadra militante nel Campionato FIGC Veneto di Prima Categoria.